# Elezioni presidenziali in Siria del 2014
Le elezioni presidenziali in Siria del 2014 si tennero il 3 giugno. Si è trattato delle prime elezioni presidenziali pluripartitiche da quando il Partito Ba'th si è impadronito del potere, ossia dal colpo di Stato del 1963. Nell'aprile 2014, il Presidente Bashar al-Assad aveva annunciato la sua candidatura per un terzo mandato presidenziale.
A causa della guerra civile, all'epoca la Siria aveva il più alto tasso di rifugiati al mondo, ed il voto per i rifugiati in certi Paesi esteri cominciò nelle ambasciate siriane molti giorni prima della data prestabilita per la Siria. Gruppi d'opposizione locali, ma soprattutto esteri, boicottarono le elezioni, ed il voto non si tenne in molte regioni sotto il controllo dei ribelli anti-governativi. Le 
aree sotto il controllo delle milizie curde impedirono lo svolgimento delle votazioni poiché il governo si era rifiutato di riconoscere l'autonomia regionale curda, ma alcuni si trasferirono nelle aree controllate dal governo per votare.
Alcuni gruppi di ribelli giurarono di boicottare le elezioni in qualunque modo possibile, anche attraverso il bombardamento dei seggi e delle aree controllate dal governo. Invece, l'Unione Islamica Ajnad al-Sham, la Legione Sham, l'Esercito dei Mujaheddin ed il Fronte Islamico dichiararono che non avrebbero colpito i votanti, ma invitarono le persone a restare nelle proprie abitazioni qualora il governo lo avesse fatto. In realtà, ben 50 persone morirono per via dei bombardamenti dei ribelli.
Le elezioni furono vinte da Bashar al-Assad, che pronunciò il giuramento per il suo terzo mandato presidenziale da sette anni il 16 luglio nel palazzo presidenziale di Damasco. Il Consiglio di cooperazione del Golfo, l'Unione europea e gli Stati Uniti d'America non riconobbero le elezioni, considerandole illegittime. I membri di questa coalizione sono stati accusati dal governo siriano di aver trasformato la guerra civile in un'invasione della Siria, violando la legge internazionale dell'ONU, e di fornire materiale e supporto finanziario ai gruppi terroristici. Il tentativo di organizzare delle elezioni nel corso di una guerra civile è stato criticato dal segretario generale dell'ONU Ban Ki-moon, e secondo alcuni non ci sarebbero stati abbastanza controlli. Benché i governi di 30 Paesi abbiano dichiarato che le elezioni sono state "libere, chiare e trasparenti", gli studiosi considerano generalmente le elezioni del giugno 2014 come non democratiche e fraudolente, e con risultati fabbricati a tavolino.

## Contesto
Il Paese è in guerra civile dal 2011, e la sua popolazione si è divisa ampiamente, ma non interamente, in gruppi etnici e religiosi settari. Secondo l'Osservatorio Siriano per i Diritti Umani, la guerra avrebbe causato oltre 150 000 morti, un terzo della popolazione (circa 7 milioni di persone su 23) sarebbe stato dislocato e i rifugiati all'estero sarebbero circa 2,5 milioni. Tuttavia, non si tratta di dati certi, e l'Osservatorio non si è mai recato in Siria, poiché ha sede a Londra e si basa esclusivamente sui mezzi d'informazione britannici. D'altra parte, esso è gestito dall'oppositore Rami Abdulraham, ed è stato accusato da fonti progovernative di distorcere i fatti a scopo di propaganda antigovernativa e di non essere in generale credibile.
Un portavoce del Segretario Generale dell'Organizzazione delle Nazioni Unite Ban Ki-moon avvertì che nel contesto della guerra civile e del dislocamento dei cittadini siriani "elezioni di questo tipo sono incompatibili con la lettera e lo spirito del comunicato di Ginevra", e "danneggerebbero le prospettive di una soluzione politica con l'opposizione. Comunque, continueremo a cercare di costruire una soluzione alla tragedia in Siria". I ribelli siriani e le opposizioni si rifiutarono di partecipare alla conferenza di pace (l'ultimo obiettivo del comunicato di Ginevra), a meno che Assad non fosse rimosso dal potere e non gli fosse impedita per sempre la presidenza. I colloqui di pace erano falliti prima di incominciare, perché ciò che doveva essere un tentativo di negoziare divenne un semplice ultimatum. Il fallimento delle trattative di pace era in rigido contrasto con gli obiettivi dichiarati dall'ONU per risolvere il conflitto.

### Rifugiati
I 2,5 milioni di rifugiati siriani che avevano diritto di voto ebbero diverse difficoltà, e vi furono parecchie controversie. Centinaia di migliaia di rifugiati che ufficialmente non avevano abbandonato la Siria furono esclusi dalle operazioni di voto.
A Beirut, in Libano, che ospita circa 1,1 milioni di rifugiati siriani, le strade erano bloccate a causa dell'alto numero di rifugiati ed espatriati siriani che vivevano già in Libano che volevano votare presso le ambasciate siriane.

### Voto dei rifugiati

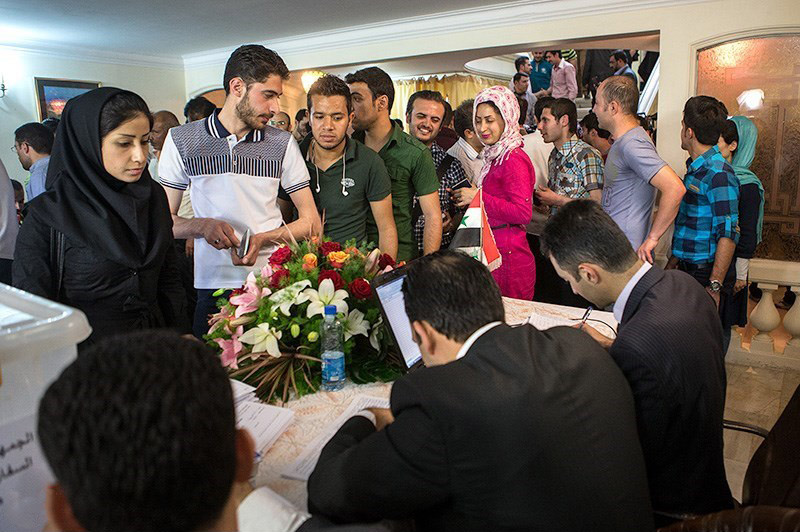
Rifugiati che votano all'ambasciata siriana a Teheran (28 maggio 2014)

#### Voto permesso
I rifugiati siriani poterono votare presso le ambasciate siriane dei seguenti Paesi:
- Algeria
- Armenia
- Austria
- Bielorussia
- Cina
- Cipro
- Cuba
- India
- Indonesia
- Iran
- (ospita i rifugiati siriani) Iraq
- (ospita i rifugiati siriani) Libano
- Malaysia
- Mauritania
- Nigeria
- Oman

- Pakistan
- Polonia
- Repubblica Ceca
- Romania
- Russia
- Serbia
- Sudafrica
- Svezia
- Ucraina
- Venezuela
- Yemen

#### Voto proibito
Le seguenti dieci nazioni non permisero che il voto dei rifugiati avvenisse nelle ambasciate siriane. Per permettere agli elettori di partecipare alle elezioni eludendo la proibizione, il governo siriano invito i rifugiati a tornare in Siria per votare. Queste decisioni da parte dei governi esteri furono plaudite dal Consiglio Nazionale Siriano, un'organizzazione dell'opposizione siriana illegale ed il principale nemico del legittimo presidente Bashar al-Assad.
- Belgio
- Canada
- Egitto
- Francia
- Germania
- (ospita i rifugiati siriani) Giordania
- Qatar
- Arabia Saudita

- (ospita i rifugiati siriani) Turchia
- Emirati Arabi Uniti
- Regno Unito
- Stati Uniti d'America

## Sistema elettorale
La nuova Costituzione, adottata in seguito al referendum costituzionale del 2012, ha trasformato le elezioni presidenziali da una forma plebiscitaria in cui solo il Partito Ba'th, considerato "guida dello Stato", poteva esprimere un candidato, ad una elezioni vera e propria con più candidati provenienti da diversi partiti. Pertanto, per la prima volta altri candidati poterono sfidare il Presidente in carica Bashar al-Assad. Una legge approvata dal Consiglio del popolo all'inizio del 2014 restringe la candidatura a coloro che vivono in Siria da dieci anni, per impedire agli espatriati di candidarsi.
L'8 aprile, il Ministro dell'Informazione siriano Omran Zoabi annunciò che i candidati avrebbero potuto presentare la loro candidatura negli ultimi dieci giorni di aprile. Zoabi sottolineò che malgrado la guerra civile in corso, le elezioni si sarebbero tenute entro la data prevista, e non sarebbero state posticipate per nessuna ragione. Zoabi affermò anche che una maggioranza incredibile di siriani avrebbe voluto veder rieletto il Presidente in carica Bashar al-Assad, e che le operazioni militari governative sarebbero continuate nonostante le elezioni.

## Criteri di eleggibilità
Secondo la Costituzione siriana, i criteri di eleggibilità sono i seguenti:
1. Il candidato deve avere il supporto di almeno 35 deputati del Consiglio del popolo
2. Il candidato deve avere compiuto 40 anni
3. Il candidato deve essere siriano di nascita, con genitori siriani di nascita
4. Il candidato deve rispettare i diritti civili e politici, e non dev'essere stato condannato per un crimine disonorevole, anche se reintegrato
5. Il candidato non dev'essere sposato con una donna non siriana
6. Il candidato deve aver vissuto in Siria per almeno dieci anni prima delle elezioni

## Candidati
24 candidati presentarono la loro candidatura alla presidenza alla Corte Costituzionale Suprema, e tra di essi c'erano due donne ed un cristiano. Di questi, solo tre ottennero il supporto di 35 deputati del Consiglio del popolo:
- Bashar al-Assad, nato a Damasco nel 1965, Presidente siriano in carica, figlio dell'ex-Presidente Hafez al-Assad e Segretario Generale del Partito Ba'th
- Hassan Abdullah al-Nouri, nato a Damasco nel 1960, Segretario Generale dell'Iniziativa Nazionale per l'Amministrazione ed il Cambiamento in Siria
- Maher Abd Al-Hafiz Hajjar, nato ad Aleppo nel 1971, ex-membro del Partito della Volontà Popolare. Questo partito è guidato dal principale esponente dell'opposizione Qadri Jamil, che inizialmente supportò le proteste siriane del 2011, ma poi descrisse il richiamo al rovesciamento del governo legittimo come "irrealistico ed inutile". Jamil era un membro della commissione che stese la nuova Costituzione nel 2011, ma alle elezioni parlamentari del 2012 aveva ottenuto solo due seggi su 250 nel Consiglio del popolo, mentre il suo alleato, il Partito Nazionalista Sociale Siriano, ne aveva ottenuti altri quattro. Nel giugno 2012, Jamil era stato nominato Vice Primo Ministro dal Presidente Assad, ma poi era stato espulso nell'ottobre 2013. Il 27 aprile, il Partito prese le distanze da Hajjar, sottolineando che egli era un indipendente, non era più membro né del Partito della Volontà Popolare, né del Fronte Popolare per la Liberazione ed il Cambiamento[53].

Hassan al-Nouri e Maher Hajjar erano considerati figure di secondo piano.
Gli altri 21 candidati non ammessi alle elezioni erano:
- Sawsan Omar al-Haddad, nata nel Governorato di Latakia nel 1963
- Sameer Ahmad Mo'alla, nato nel Governatorato di Quneitra nel 1961
- Mohammad Firas Yassin Rajjouh, nato a Damasco nel 1966
- Abdul-Salam Youssef Salameh, nato nel Governatorato di Homs nel 1971
- Ali Mohammad Wannous, nato ad Homs nel 1973
- Azza Mohammad Wajih al-Hallaq, nata a Damasco nel 1962
- Talie Saleh Nasser, nato a Kafrin nel 1967
- Samih Mikhael Mousa, nato a Btaiha nel 1963, cristiano
- Mahmoud Khalil Halbouni, nato ad Harasta nel 1946
- Mohammad Hassan al-Kanaan, nato ad al-Sanamayn nel 1964
- Khaled Abdo al-Kreidi, nato ad al-Al nel 1966
- Basheer Mohammad al-Balah, nato a Damasco nel 1931
- Ahmad Hassoun al-Abboud, nato a Mayadin nel 1962
- Ayman Shamdin al-Issa Alam, nato ad al-Husseinyeh nel 1967
- Ziad Adnan Hakawati, nato a Damasco nel 1955
- Ahmad Ali Qsei’eh, nato a Jabaq nel 1951
- Mahmoud Mohammad Nassr, nato a Zahiriye nel 1969
- Ali Hassan al-Hassan, nato a Deir Saras nel 1965
- Ahmad Omar Dabba, nato a Tazeh Shamaliye nel 1969
- Mahmoud Naji Moussa, nato a Tadmur nel 1950
- Hossein Mohammad Tijan, nato ad Aleppo nel 1961

## Esito
La Corte Costituzionale Suprema annunciò mercoledì 4 giugno che l'affluenza alle elezioni era stata del 73,42%, e che avevano votato 11 634 412 dei 15 845 575 aventi diritto. Questo secondo numero è dato dall'insieme dei siriani che avevano compiuto diciotto anni viventi in Siria e all'estero, ed include tutti i siriani nel territorio controllato dai ribelli, ma anche quello controllato dai ribelli, i rifugiati, i curdi appena naturalizzati ed i siriani espatriati.
Le schede nulle furono 442 108, ossia il 3,8%. 
Majed Khadra, portavoce della Corte Costituzionale Suprema, annunciò che i candidati che avevano perso e gli indipendenti che avevano dei dubbi riguardo alla regolarità del voto avevano tre giorni per fare i loro appelli. Affermò che la corte avrebbe stabilito il risultato nei sette giorni successivi, e che il vincitore sarebbe stato annunciato dal Portavoce del Consiglio del popolo, Mohammad Jihad al-Laham.

## Risultati
| Bashar al-Assad | Partito Ba'th                                               | 10 319 723 | 92,20 |  |  |  |  |  |
| Hassan al-Nouri | Iniziativa Nazionale per l'Amministrazione e il Cambiamento | 500 279    | 4,47  |  |  |  |  |  |
| Maher Hajjar    | Indipendente                                                | 372 301    | 3,33  |  |  |  |  |  |
| Totale          | Totale                                                      | 11 192 303 | 100   |  |  |  |  |  |
|                 |                                                             |            |       |  |  |  |  |  |
| Voti non validi | Voti non validi                                             | 442 108    | 3,80  |  |  |  |  |  |
| Votanti         | Votanti                                                     | 11 634 411 | 73,42 |  |  |  |  |  |
| Elettori        | Elettori                                                    | 15 845 575 |       |  |  |  |  |  |

## Reazioni

### Reazione interna

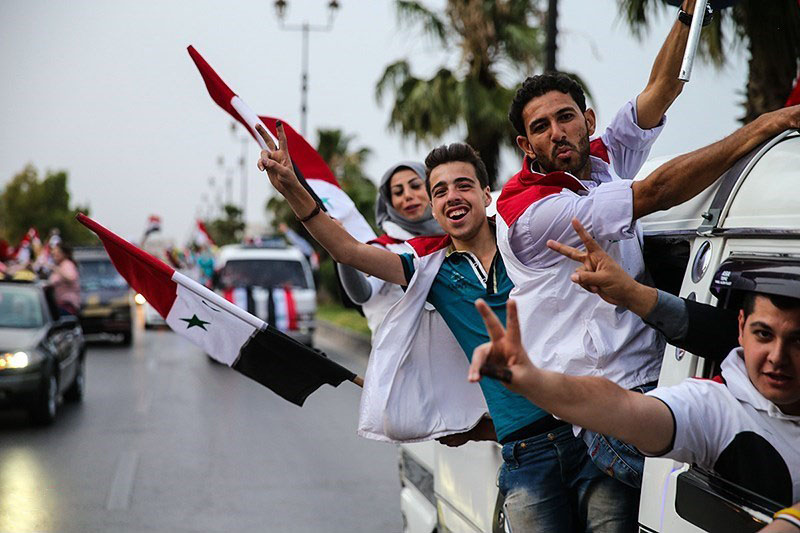
Gli abitanti di Damasco festeggiano la rielezione di Bashar al-Assad (4 giugno 2014)

- Hassan al-Nouri tenne una conferenza stampa allo Sheron Hotel di Damasco e si congratulò col Presidente Assad per "aver vinto la fiducia del popolo siriano attraverso la vittoria delle elezioni presidenziali". Nouri disse che le elezioni erano state chiare e trasparenti per il mondo intero, aggiungendo che sia lui, sia i suoi rappresentanti avevano ispezionato il conteggio dei voti. Nouri criticò anche coloro che avevano boicottato le elezioni ed affermò che le elezioni non potevano fare nessun danno e nessun bene al popolo siriano. Terminò il suo discorso affermando: "Prometto che sono stato un candidato patriottico che ha preso parte alla costruzione della Siria, e sarò un soldato delle Forze armate siriane[57]
- Il Patriarca della Chiesa Ortodossa Siriaca di Antiochia Ignazio Afram II Karim disse che il successo delle elezioni presidenziali in Siria e la vittoria del Presidente Assad rappresentavano una vittoria per tutti i cittadini siriani onesti. In una lettera di congratulazioni, egli espresse sincere congratulazioni ad Assad per la vittoria delle elezioni, e prego Dio di aiutarlo e guidarlo nel suo lavoro[58]

### Reazioni internazionali

#### Preoccupazione
- Amici della Siria denunciò le elezioni affermando che sarebbero state irregolari ed avrebbero violato gli accordi di Ginevra. Il gruppo criticò anche l'attendibilità di un'elezione nel corso di una guerra civile ed esclusivamente nelle aree controllate dal governo, "che significa che milioni di siriani non possono votare a causa della guerra o perché vivono in aree non controllate dal governo, o perché costretti a trasferirsi"[59]
- Regno Unito – Il Segretario di Stato per gli Affari Esteri e del Commonwealth, William Hague disse: "Assad mancava di una legittimità prima delle elezioni, e non ne ha nemmeno ora. Queste elezioni non hanno alcuna relazione con l'autentica democrazia. Si sono tenute nel corso di una guerra civile."[60]
- Stati Uniti – Il portavoce del Dipartimento di Stato degli Stati Uniti d'America Marie Harf alla stampa riassunse: "Le elezioni presidenziali in Siria di oggi sono una disgrazia. Bashar al-Assad oggi non ha più credibilità di ieri. In un Paese in cui non c'è una società libera, questo processo di selezione è una situazione inconcepibile"[61][62]

#### Congratulazioni
- Afghanistan - Il presidente afgano Hamed Karzai espresse la speranza che la Siria superasse tutte le sfide "grazie alla volontà del suo governo ed alla determinazione del popolo siriano". Egli riaffermò il proprio sostegno alla Siria nel "combattere il terrorismo e l'estremismo", considerando la vittoria del Presidente Assad "Un nuovi capitolo che pone le basi per la fine della crisi in Siria"[63]
- Algeria – Il presidente algerino Abdelaziz Bouteflika mandò le sue congratulazioni al Presidente Assad per la vittoria delle elezioni. Il presidente Bouteflika espresse i migliori auguri per ulteriori progressi e per la prosperità al popolo fraterno della Siria[64]
- Armenia - Il presidente armeno Serzh Sargsyan si augurò che la Siria potesse riuscire a ristabilire la pace e la stabilità tramite un dialogo nazionale in nome del benessere e della prosperità del popolo siriano. Egli scrisse al Presidente Assad: "Le auguro buona salute e successo ed auguro l'amichevole popolo siriano una pace eterna"[65]
- Bielorussia - Il presidente bielorusso Aljaksandr Lukašėnka si dichiarò fiducioso che la Siria avrebbe eliminato la crisi in corso ed avrebbe continuato sotto la Presidenza di Assad "la lotta contro il terrorismo e le ingerenze estere nei suoi affari interni"[66]
- Bolivia - Il presidente boliviano Evo Morales reiterò il suo supporto alla Siria sotto la presidenza di Bashar al-Assad nella sua guerra contro "il terrorismo e l'egemonia imperialista"[67]
- Brunei - Il sultano del Brunei Hassanal Bolkiah espresse l'augurio per la Siria di continuare il suo avanzamento ed il suo "desiderio di lavorare col Presidente Assad per sviluppare legami di cooperazione ed amicizia tra i due Paesi." Sottolineò poi che "L'enorme affluenza alle urne ha reso futili tutti i tentativi di dividere la Siria e mettere da parte l'unità dei siriani. Il popolo siriano, con la sua forte partecipazione al voto ha espresso fiducia nei fermi principi nazionali ed ha alzato la voce contro il terrorismo che ha afflitto il Paese"[68]
- Cuba - Il presidente cubano Raúl Castro espresse la speranza che la Siria superasse tutte le sfide grazie alla "saggezza del suo governo ed alla determinazione del popolo siriano". Egli sottolineò che "La vittoria del Presidente Assad è una vittoria per tutte le persone oneste e libere che coraggiosamente hanno supportato la Siria contro le cospirazioni estere e le guerre imposte su di essa"[63]
- Guyana – Il presidente della Guyana Donald Ramotar affermò nel suo messaggio di congratulazioni che la vittoria di Assad nelle elezioni presidenziali era una grande vittoria per la Siria, esprimendo i suoi auguri per un proseguimento delle relazioni di amicizia tra i due Paesi e nel coordinamento di comuni posizioni su obiettivi regionali ed internazionali[69]
- Iran – Il Ministero degli Esteri iraniano si espresse così: "Tutti gli osservatori esteri hanno descritto le elezioni come libere ed in un'atmosfera tranquilla. Il popolo siriano ha premiato Assad con una maggioranza schiacciante (88,7%) di voti. La volontà del popolo siriano ha superato quella dell'America. Questo è il frutto dell'albero dei tre anni di resistenza del popolo siriano"[70]
- Hezbollah – "Le elezioni hanno dimostrato che una soluzione politica inizia e termina col Presidente Bashar al-Assad. C'èun presidente che è stato eletto da milioni di persone per un nuovo mandato di sette anni. Coloro che vogliono lavorare per una soluzione politica devono parlare con lui, negoziare con lui e raggiungere una soluzione con lui. Chiamiamo i combattenti a muoversi verso la conciliazione ed il dialogo, cercando una via d'uscita politica per fermare la carneficina. Il combattimento aumenterà solo la distruzione nel vostro Paese e si aggiungerà alla carneficina. Ciascuno dovrebbe riconoscere ed accorgersi che la guerra in Siria non porterà altri al controllo del Paese"[71]
- Nicaragua - Il presidente Daniel Ortega disse che voleva congratularsi con Assad "per la sua clamorosa vittoria alle elezioni presidenziali del 3 giugno. La vostra vittoria, fratello Presidente Bashar, rappresenta una riaffermazione dell'impegno per la pace, e lo spirito del popolo siriano vi ha difesi con cavalleria"[72]
- Corea del Nord - Il Presidente Kim Jong-Un mandò un messaggio di tiepide congratulazioni al Presidente Assad per la sua rielezione a Presidente della Siria, resa possibile "dal supporto e dalla fiducia del popolo siriano"[73]
- Palestina - Il presidente Mahmoud Abbas disse che eleggere Assad significava "preservare l'unità e la sovranità siriana e aiuterà a porre fine alla crisi e ad affrontare il terrorismo, augurando prosperità e salvezza alla Siria"[74]
- Russia - Il portavoce del Ministero degli Esteri Alexander Lukashevich vide il voto come un importante evento che salvaguarda il continuo funzionamento delle istituzioni in Siria. Le elezioni "naturalmente non sono state al 100% democratiche" a causa del conflitto in Siria, ma secondo lui l'affluenza, la trasparenza e i riscotri degli ispettori esteri "non ci danno ragione di criticare la legittimità delle elezioni". "Contro questo contesto [...] la reazione politicizzata alle elezioni da parte di alcuni partner internazionali non può fallire nel causare disillusioni". "È inaccettabile ignorare il parere di milioni di siriani"[75]
  - Il Patriarca di Mosca si congratulò col presidente siriano Assad per la sua vittoria nelle recenti elezioni presidenziali. Il patriarca affermò di essere sicuro che "l'accordo nazionale plurisecolare e la fraternità in Siria motiveranno l'inaugurazione di stabilità e pace lì." Augurò al Presidente Assad più coraggio e forza per condurre la Siria attraverso la fase corrente e riportare sicurezza e stabilità, sperando che il popolo siriano possa vedere pace e stabilità[76]
- Somalia - L'ambasciata della Somalia si congratulò col popolo siriano per la vittoria delle elezioni presidenziali tenutesi in Siria il 3 giugno da parte di Bashar al-Assad. Essa espresse l'impegno della Somalia nel rafforzamento dei legami di amicizia tra Somalia e Siria nell'interesse dei due popoli. La Somalia si augurava che il popolo siriano restaurasse la sicurezza, la stabilità, l'amicizia e la pace[77]
- Sudafrica - Il presidente Jacob Zuma si congratulò con Assad per la sua vittoria delle elezioni presidenziali. Egli espresse la speranza che il popolo siriano ed il governo superassero la crisi che affliggeva il Paese, affermando che il Sudafrica era pronto ad aiutare a questo scopo[78]\
- Venezuela Il governo venezuelano reiterò il suo pieno supporto al popolo siriano nella sua lotta per la pace e la sua forte condanna delle "azioni destabilizzanti che accadono ancora in Siria, con l'incoraggiamento da parte dei membri della NATO"[senza fonte]